# Rollesby
Rollesby es un pueblo y una parroquia civil del distrito de Great Yarmouth, en el condado de Norfolk (Inglaterra).

## Demografía
Según el censo de 2001, Rollesby tenía 995 habitantes (506 varones y 489 mujeres). 163 de ellos (16,38%) eran menores de 16 años, 736 (73,97%) tenían entre 16 y 74, y 96 (9,65%) eran mayores de 74. La media de edad era de 44,38 años. De los 832 habitantes de 16 o más años, 166 (19,95%) estaban solteros, 535 (64,3%) casados, y 131 (15,75%) divorciados o viudos. 471 habitantes eran económicamente activos, 446 de ellos (94,69%) empleados y 25 (5,31%) desempleados. Había 6 hogares sin ocupar, 408 con residentes y 4 eran alojamientos vacacionales o segundas residencias.
| 420                         | 385 | 619 | 717 | 589 | 554 | - | - | 557 | 570 | 510 | 502 | 465 | 456 | - | 524 | 533 |
| (Fuente: Vision of Britain) |     |     |     |     |     |   |   |     |     |     |     |     |     |   |     |     |